# Le Pitchou
Le Pitchou ist eine französische Käsespezialität, bei der Laibe des Saint-Marcellin in kleinen Gläsern eingelegt und mit einer Marinade aus Traubenkernöl und Kräutern der Provence übergossen werden. Dabei entwickelt der ursprünglich milde und leicht säuerliche Käse einen kräftigen und würzigen Geschmack. Verwendet werden nur solche Saint-Marcellin, die aus pasteurisierter Kuhmilch hergestellt werden. Rohmilchkäse aus Ziegenmilch – ebenfalls eine Variante des Saint-Marcellin – eignen sich nicht. 
Die Spezialität wird zu Brot gegessen. Der passende Wein ist ein Côtes du Rhône.

## Ähnliche Spezialitäten
Es gibt eine Reihe weiterer Käsespezialitäten, die ähnlich hergestellt werden. Dazu zählt beispielsweise Crottin de Berry à l’Huile d’Olive.